# Андрій (Пешко)
Єпи́скоп Андрі́й (справжнє ім'я — Пешко Богдан Михайлович) — єпископ Української православної церкви в Канаді, яка підпорядкована Константинопольському патріархату, єпископ Торонтський, керуючий Східною єпархією.

## Життєпис
Народився 27 квітня 1972 року у селі Гряда, Жовківського району, Львівської області.
У 1979 році вступив до початкової школи і отримав атестат про повну загальну середню освіту в 1989 році.
У 1989 році вступив в Санкт-Петербурзьку духовну семінарію, яку закінчив в 1993 році.
У 1994–1995 роки навчався в семінарії Христа Спасителя в Джонстауні, Пенсільванія, в юрисдикції Карпаторуської єпархії Константинопольського патріархату.
У 1995 році повернувся на батьківщину і вступив до Київської духовної академії, яку закінчив в 1999 році зі ступенем кандидата богослов'я за твір «Історико-літургійний досвід чинів хіротесію і хіротоній в Православній церкві».
8 квітня 2001 року в соборі святого Володимира в Чикаго був висвячений в сан диякона архієпископом Скопельським Всеволодом (Майданським).
29 вересня 2003 зведений в сан протодиякона.
21 вересня 2005 року в соборі святого Володимира в Чикаго прийняв чернецтво з ім'ям Андрій на честь апостола Андрія Первозванного.
25 вересня 2005 року Архієпископом Всеволодом був висвячений в сан ієромонаха і возведений у сан ігумена.
На проведеному 20–23 жовтня 2005 року в Лондоні 9-му соборі Митрополії УПЦ в діаспорі був обраний єпископом.
21 жовтня 2005 року в Свято-Преображенському кафедральному соборі в Лондоні зведений в сан архімандрита.
22 листопада 2005 Синод Константинопольського патріархату одноголосно обрав архімандрита Андрія єпископом Кратейським, вікарієм митрополита Ірінополіського Костянтина.
12 грудня 2005 року в кафедральному соборі святого князя Володимира в Чикаго відбувся чин наречення архімандрита Андрія в єпископа УПЦ в діаспорі з центром в Лондоні.
13 грудня 2005 року у Чикаго відбулася хіротонія архімандрита Андрія в єпископа Кратейського з дорученням опіки Української Православної діаспори в Західній Європі. Хіротонію здійснили митрополит Константин (Баган) (УПЦ в США), митрополит Аміський Миколай (Смішко) (АКРПЕ), архієпископ Всеволод (Майданський) (УПЦ в США), архієпископ Американський Миколай (Кондра) (Румунська Православна Церква), Архієпископ Чиказький Іов (Осацький) (ПЦА), архієпископ Антоній (Щерба) (УПЦ в США) і архієпископ Георгій (Каліщук) (УПЦ в Канаді); під час хіротонії також були присутні: митрополит Чиказький Яків (Гарматіс) (Американська архієпископія), єпископ Клівлендський Петро (Лук'янов) (Російська Православна Церква Закордоном).
Резиденція єпископа Андрія перебувала в Лондоні.
23 серпня 2008 року на надзвичайному соборі УПЦК обраний вікарієм Середньої єпархії з титулом Саскатунський, проте цей титул не був затверджений Константинополем.
1 лютого 2011 року приступив до виконання обов'язків тимчасово керуючого Східної єпархії УПЦК.
19 травня 2021 року призначений єпископом Торонтським, керуючим Східною єпархією УПЦК.